# 瀛洲
瀛洲（或作瀛州）是中國神話中仙人所居的神山。傳說渤海外有三神山：蓬萊、瀛洲、方丈，為神仙居住的地方，自古便是秦始皇、漢武帝求仙訪藥之處，其上物色皆白，黃金白銀為宮闕，珠軒之樹皆叢生；華實皆有滋味，吃了能長生不老。
《列子·湯問》亦有「渤海之東有五山焉，一曰岱舆，二曰員峤，三曰方壺，四曰瀛洲，五曰蓬萊」的記載，並指出後來岱輿、員嶠這两座山被传说中的龙伯国巨人钓去了守护神龟，因此沉没于海中，“仙圣之播迁者巨亿计”。

## 實際地名別稱
- 上海崇明岛古称「瀛州」
- 雅士時稱臺灣為「蓬瀛」
- 日本美稱「東瀛」